# Fonteny
Fonteny là một xã trong vùng Grand Est, thuộc tỉnh Moselle, quận Château-Salins, tổng Delme. Tọa độ địa lý của xã là 48° 52' vĩ độ bắc, 06° 27' kinh độ đông. Fonteny nằm trên độ cao trung bình là 240 mét trên mực nước biển, có điểm thấp nhất là 238 mét và điểm cao nhất là 350 mét. Xã có diện tích 15,7 km², dân số vào thời điểm 1999 là 118 người; mật độ dân số là 7 người/km². Xã nằm về phía đông nam của Metz, thuộc Pháp từ năm 1661.

## Thông tin nhân khẩu
| 1962 | 1968 | 1975 | 1982 | 1990 | 1999 |
| ---- | ---- | ---- | ---- | ---- | ---- |
| 93   | 135  | 130  | 123  | 104  | 118  |